# Kot Filemon

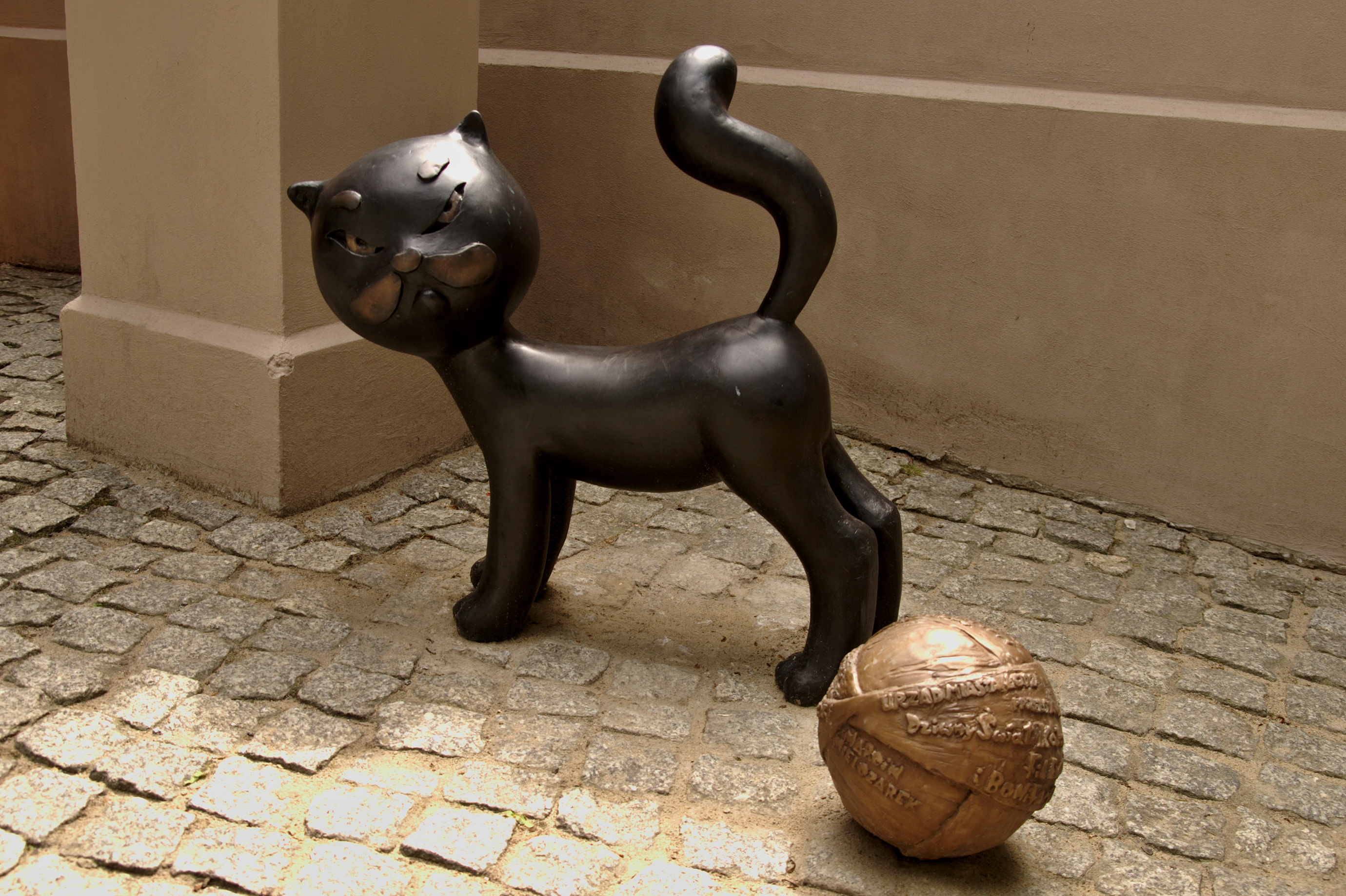
Rzeźba serialowego Bonifacego w Łodzi

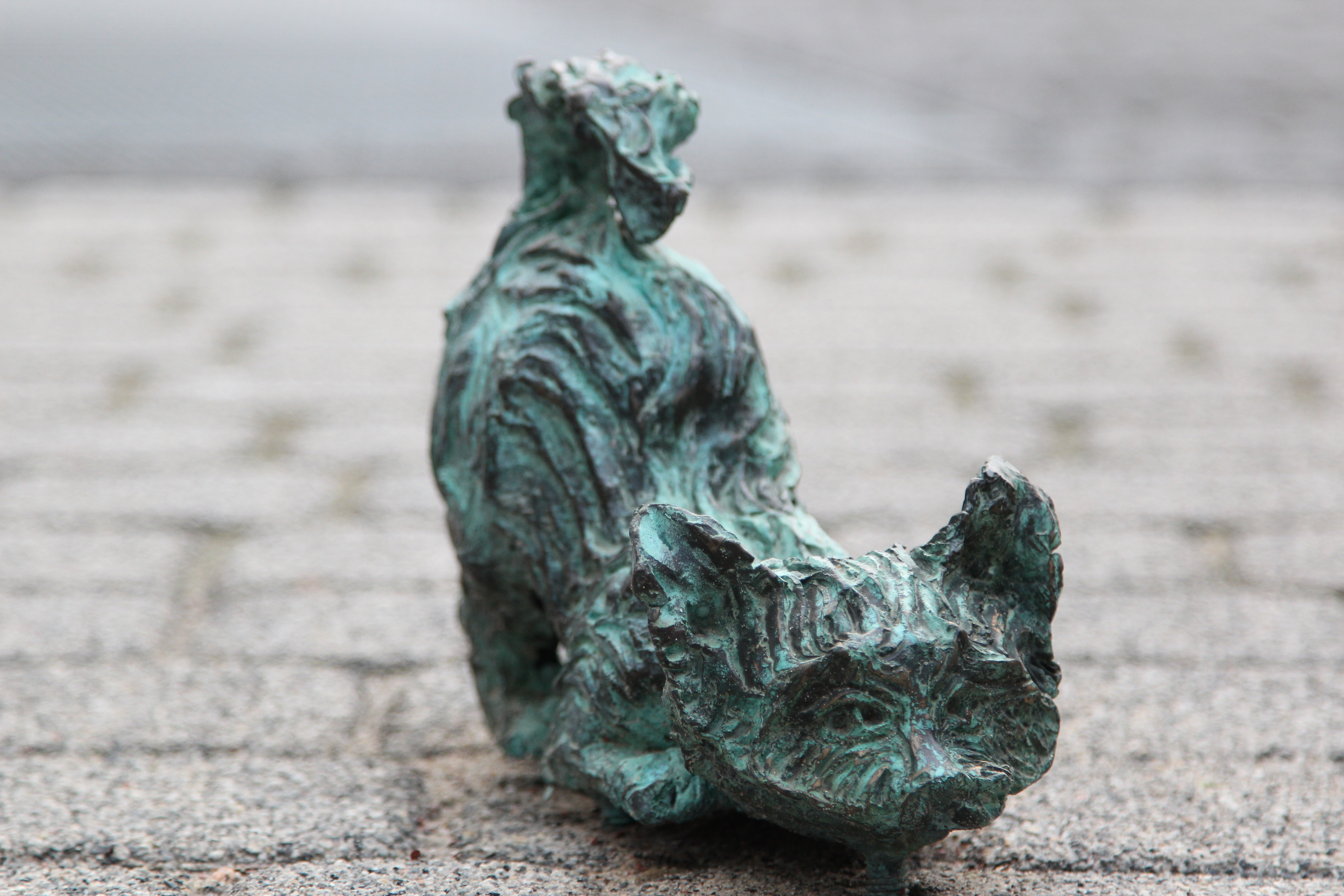
Filemon – rzeźba w Trzebnicy

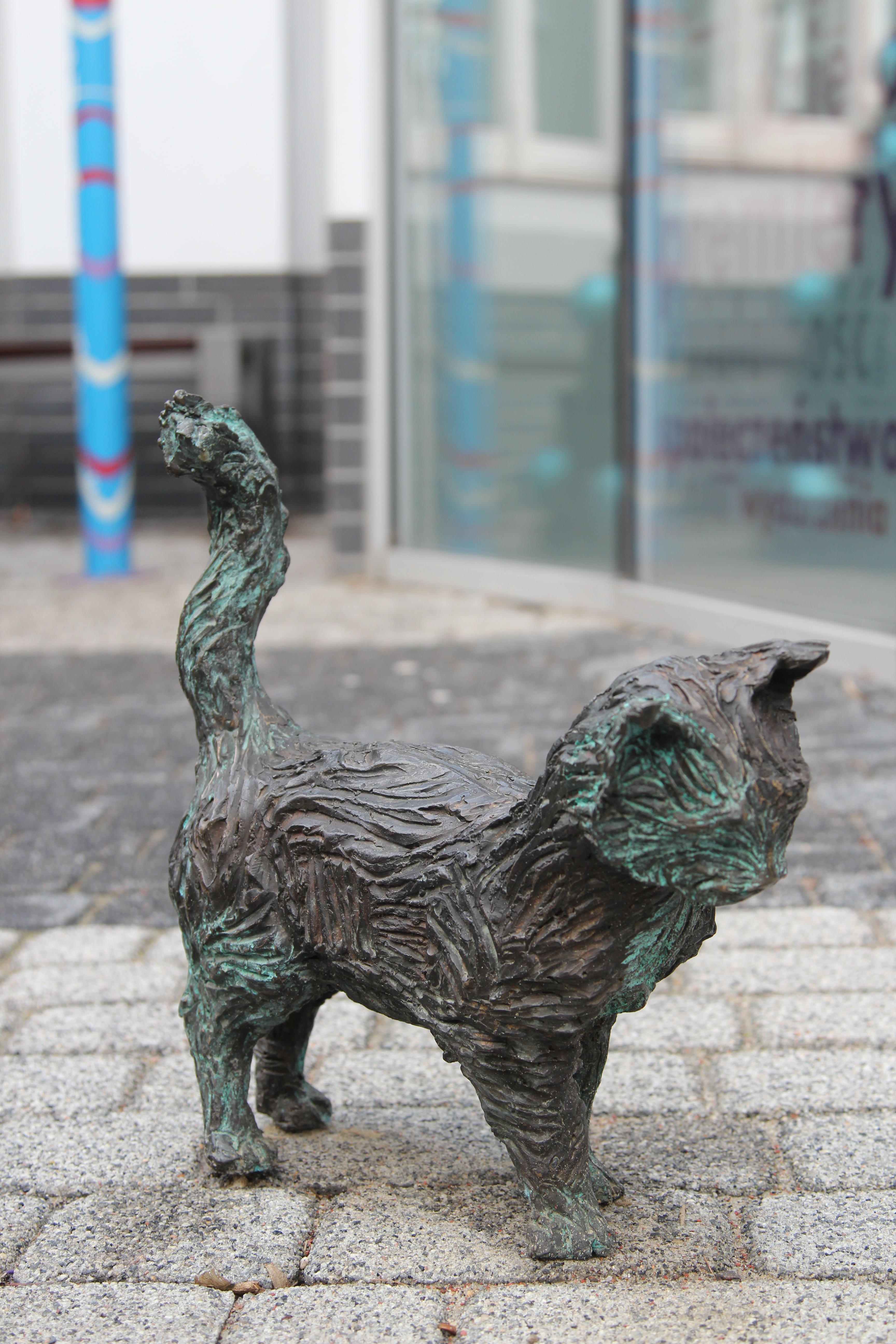
Bonifacy – rzeźba w Trzebnicy

Kot Filemon – postać wymyślona przez pisarza i scenarzystę Marka Nejmana, zaprojektowana przez Ludwika Kronica oraz Julittę Karwowską-Wnuczak. Bohater opowiadań napisanych wspólnie ze Sławomirem Grabowskim oraz seriali telewizyjnych i filmów animowanych dla dzieci realizowanych w łódzkim Se-ma-forze.

## Serial telewizyjny
W latach 1972–1981 w Studiu Małych Form Filmowych Se-ma-for powstał serial telewizyjny zrealizowany w technice animacji rysunkowej. Pierwsza seria 13 odcinków nosiła tytuł Dziwny świat kota Filemona. Drugą, 26-odcinkową serię zatytułowano Przygody kota Filemona.
Poszczególne odcinki opowiadają o przygodach dwóch kotów – starego, doświadczonego Bonifacego, oraz Filemona – małego, naiwnego kotka, ciekawego świata. Obaj mieszkają w wiejskiej chacie z „Dziadkiem” i „Babcią”.

## Filmy
Oprócz serialu, w Se-ma-forze powstały 3 filmy z  Filemonem.

### Filemon i przyjaciele
Pełnometrażowy, rysunkowy film kinowy z 1991 roku. Czas trwania: 60 minut. Opracowanie graficzne bohaterów jest inne niż w przypadku serialu.
Twórcy:
- scenariusz – Sławomir Grabowski, Marek Nejman
- reżyseria –  Ireneusz Czesny, Ryszard Szymczak
- współpraca reżyserska – Dorota Bernadowska
- zdjęcia – Andrzej Górski, Andrzej Teodorczyk
- współpraca operatorska: Jolanta Malicka, Kazimierz Wojczuk
- projekty plastyczne – Tadeusz Baranowski
- dekoracje: Jerzy Stępień
- muzyka – Tadeusz Woźniak
- dubbing aktorski – Barbara Dzido-Lelińska, Andrzej Herder, Stanisław Jaskułka, Piotr Krukowski, Jolanta Majchrzak, Teresa Makarska, Barbara Marszałek, Bogusława Pawelec, Ewa Sonnenburg

### Gwiazdka kota Filemona
Telewizyjny film krótkometrażowy z 1995 roku. Czas trwania: 24 minuty.
Twórcy:
- scenariusz – Sławomir Grabowski, Marek Nejman
- reżyseria – Krzysztof Rynkiewicz
- zdjęcia – Grzegorz Świetlikowski
- współpraca operatorska – Krzysztof Dumka
- projekty plastyczne – Krzysztof Rynkiewicz

Opis fabuły:
Nadchodzi Wigilijny poranek – pierwszy w życiu Filemona. Trwają ostatnie przygotowania do wieczornej kolacji. Bonifacy opowiada swojemu przyjacielowi o zwyczaju obdarowywania się "gwiazdkami" – mając na myśli prezenty. Filemon rozumie to dosłownie i postanawia podarować Bonifacemu gwiazdkę na święta.

### Kocia Wielkanoc
Telewizyjny film krótkometrażowy z 1997 roku. Czas trwania: 24 minuty.
Twórcy:
- scenariusz – Sławomir Grabowski, Marek Nejman
- reżyseria – Janusz Martyn
- zdjęcia – Grzegorz Świetlikowski, Zbigniew Szneliński
- współpraca operatorska – Krzysztof Kubicki
- opracowanie plastyczne – Anna Ziomka
- muzyka – Witold Grabowski

Opis fabuły:
Nadchodzi wyczekiwana przez Filemona wiosna. Tym samym zbliża się pierwsza Wielkanoc w jego życiu. Kotek stara się pomóc w przygotowaniach do święta.

## Publikacje książkowe (wybór)
- Noc kota Filemona[1], Marek Nejman i Sławomir Grabowski, ilustr. Julitta Karwowska-Wnuczak, wyd. Nasza Księgarnia 1976.
- Przygody kota Filemona[1], Marek Nejman i Sławomir Grabowski, ilustr. Julitta Karwowska-Wnuczak, wyd. Nasza Księgarnia 1977.
- Filemon i Bonifacy[1], Marek Nejman i Sławomir Grabowski, ilustr. Julitta Karwowska-Wnuczak, wyd. Nasza Księgarnia 1980.
- Filemon, Bonifacy i Szczeniak[1], Marek Nejman i Sławomir Grabowski, ilustr. Julitta Karwowska-Wnuczak, wyd. Nasza Księgarnia 1985.
- Wilczy apetyt[1], Marek Nejman i Sławomir Grabowski, ilustr. Julitta Karwowska-Wnuczak, wyd. Nasza Księgarnia 1987.

Cykl książek: Przygody kota Filemona, Filemon i Bonifacy oraz Filemon, Bonifacy i Szczeniak doczekał się wydań poza granicami Polski, m.in. na Węgrzech, na Słowacji, w Czechach, w Niemczech i Bułgarii.